# Адамівка (Дубенський район)
Ада́мівка — село в Україні, у Радивилівській міській громаді Дубенського району Рівненської області. Населення становить 55 осіб.

## Історія
У 1906 році хутір Крупецької волості Дубенського повіту Волинської губернії. Відстань від повітового міста 55 верст, від волості 7. Дворів 4, мешканців 42.
7 (20) листопада 1917 року, відповідно до Третього Універсалу Української Центральної Ради, увійшло до складу Української Народної Республіки.
12 червня 2020 року, відповідно до розпорядження Кабінету Міністрів України № 722-р від «Про визначення адміністративних центрів та затвердження територій територіальних громад Рівненської області», увійшло до складу Радивілівської міської громади Радивилівського району.
19 липня 2020 року, в результаті адміністративно-територіальної реформи та ліквідації Радивилівського району, село увійшло до складу Дубенського району.

## Розподіл населення за рідною мовою
За результати перепису 2001 року.
| українська | російська |
| ---------- | --------- |
| 96.36 %    | 3.64 %    |